# Emily Greene Balch
Emily Greene Balch, ameriška ekonomistka, nobelovka, mirovnica in pacifistka, * 8. januar 1867, † 9. januar 1961, Cambridge, Massachusetts, ZDA.
Kot akademik Wellesley kolidža pa tudi kot javna intelektualka se je posvečala družbenim vprašanjem kot so revščina, otroška delovna sila in priseljevanje, kot tudi vprašanja naseljevanja delavcev in nivo gradnje za revne migrante kot tudi sistematično zmanjšanje mladostniške delikvence. Postane pomemben del mirovnega gibanja in sodeluje z Jane Addams iz Chicaga. Postala je osrednja voditeljica Ženske mednarodne lige za mir in svobodo s sedežem v nevtralni Švici, za kar je prejela tudi Nobelovo nagrado za mir leta 1946.

## Življenje
Rodila se je v družino uveljavljenega odvetnika blizu Bostona. Diplomirala je v Bryn Mawr kolidžu v letu 1889, njen študij je bil povezan s klasiko in tujimi jeziki, kasneje pa se je osredotočila na ekonomijo. Del diplome je dokončala v Parizu na temo Javne podpore revnim v Franciji. Ob vrnitvi se je ukvarjala z gradnjo in usklajevanjem hišnih opravil v Bostonu ob vedno bolj razvijajoči se industriji. Kasneje preide v akademska prizadevanja. Študira na Harvardu, univerzi v Chicagu, in na univerzi v Berlinu, nato pa prične s poučevanjem na Wellesley kolidžu. 
Ona se je osredotočila na priseljevanje, potrošnjo in gospodarno vloge žensk v širšem gospodarstvu in gospodinjstvu. Bila je tudi vodja Ženske sindikalne lige, ki je zastopala ženske, ki so pripadale sindikatom. Pomembno je njeno delo sociološke študije Naši slovanski sodržavljani leta 1910. Bila je dolgoletni pacifist, bila je udeleženec v Mednarodnem odboru o mediaciji, ki mu je predsedoval Henry Ford. 
Ko so ZDA vstopile v vojno je postala politični aktivist nasprotovanja vpoklicu v vohunstvo in podpornik svoboščine nenasilnega služenja vojaške obveznosti. 
Zelo verna in zavezana svojim idealom je bila kritična tako do ameriškega gospodarstva in politike. Kolidž ji je dal odpoved profesorske pogodbe leta 1919, nakar postane urednica tedaj znane politične revije The Nation. Kot protestantka je prešla iz Unitaristične cerkve med kvekerje leta 1921. 
"Vera se mi zdi ena izmed najbolj zanimivih stvari v življenju, eden najbolj ugankarskih, najbogatejših in razburljivih polj človeške misli in ugibanja... verska izkušnja in misel potrebujejo tudi dnevno svetlobo in sonce, pa tudi kolegialno izmenjavo stališč, kar se vsaj meni zdi, da tega ni dovolj. Kvekersko čaščenje mi v najboljših pogojih nudi takšne priložnosti deljenja brez preklinjanja."
Najbolj cenjena pa je zaradi njenega mednarodnega delovanja kot ameriški vodja mirovnega gibanja. Dobila je Nobelovo nagrado za mir leta 1946 za svoje delo z Žensko mednarodno ligo za mir in svobodo, kjer je pričela z delom leta 1919. Organizacijo je postavila v Ženevo. Je Ligina prva Sekretarka in blagajničarka, ki je pričela z upravljanjem organizacije in vzpostavljala poletne šole izobraževanja in nove podružnice gibanja po več kot 50 državah. 
Sodelovala je prav tako z Društvom narodov glede nadzora nad drogami (tedaj gre predvsem za širjenje prizadevanja proti alkoholu), letalstvom, begunci, in razoroževanjem. V drugi svetovni vojni je podpirala ZDA in zaveznike, a se še naprej prizadevala za nenasilno služenje vojaškega roka.
Balchova se ni nikoli poročila. Umrla je 9. januarja 1961, le dan po tem, ko je dopolnila 94 let.